# Marcello Lippi
Marcello Lippi   (Viareggio, 12 d'abril de 1948) és un ex jugador i entrenador de futbol italià.
Com a futbolista, va ocupar principalment la demarcació de lliure i va desenvolupar la seva carrera entre 1969 i 1982, militant la pràctica totalitat de la mateixa en la Sampdoria de la Serie A d'Itàlia. Com a entrenador, destaca el seu pas per la Juventus de Torí, a la qual va dirigir en dues etapes (1994–1999, 2001–2004), en què va aconseguir entre altres títols cinc «Scudetti», aconseguint a nivell continental la Lliga de Campions, tres finals consecutives entre 1996 i 1998, proclamant-se campió d'Europa el 1996 i disputant una final més el 2003. Com a seleccionador nacional, destaca el seu pas per la selecció italiana, a la qual també va dirigir en dues etapes (2004–2006, 2008–2010), proclamant-se campió del món el 2006. És conjuntament amb l'espanyol Vicente del Bosque, l'únic entrenador en haver-se proclamat campió del món de clubs i de seleccions.